# Kauri Mikkola
Kauri Eino Fredrik Mikkola (ur. 9 maja 1938 w Helsinkach, zm. 27 grudnia 2014) – fiński entomolog, specjalizujący się w lepidopterologii, oraz ornitolog i autor literatury faktu.

## Życiorys
Jego ojcem był docent Eino Mikkola, a matką magister Katri Eliisa Sainio. W 1957 roku ukończył liceum. W 1963 roku zdobył stopień Bachelor of Science, w 1965 roku Bachelor of Philosophy, w 1967 roku Licentiate of Philosophy, a w 1973 roku Doctor of Philosophy. Zawodowo związany był z Uniwersytetem Helsińskim. Pracował m.in. jako starszy kurator w Fińskim Muzeum Historii Naturalnej.
Napisał liczne publikacje naukowe. Specjalizował się w motylach, zwłaszcza w lepidopterofaunie Skandynawii, Syberii i kanadyjskiej Arktyki. Za wieloletni dorobek wyróżniony został tytułem profesora oraz nagrodą naukową Björna Kurténa.